# Neustedt
Neustedt ist ein Ortsteil der Landgemeinde Stadt Bad Sulza im Landkreis Weimarer Land in Thüringen.

## Lage
Neustedt liegt im Ackerbaugebiet zwischen Apolda und Eckartsberga an der Landesstraße 2158 und nördlich der Bundesstraße 87 nahe der Landesgrenze zu Sachsen-Anhalt.
Nachbarorte sind: nördlich Gebstedt; östlich Eckartsberga und südlich Reisdorf.

## Geschichte
1186 Juni 1189 wurde der Ort erstmals urkundlich erwähnt.
Im 14. Jahrhundert wird eine „Vogtei Gebstedt“ erwähnt, zu der die Orte Gebstedt, der Hof Schwabsdorf, Neustedt und Reisdorf (Oberdorf) gehörten. Die Vogtei Gebstedt stand unter der Verwaltung des ernestinischen Amts Roßla, welches beim Aussterben der Linie Sachsen-Altenburg im Jahr 1672 an Sachsen-Weimar kam und seit 1741 zu Sachsen-Weimar-Eisenach gehörte. Bei der Verwaltungsreform des Großherzogtums Sachsen-Weimar-Eisenach kam Neustedt im Jahr 1850 zum Verwaltungsbezirk Weimar II und juristisch zum Justizamt Apolda. Seit 1920 gehört der Ort zu Thüringen.
Im landwirtschaftlich geprägten Ortsteil leben 70 Personen.
Die Kirche ist ein Baudenkmal. Sie beheimatet eine der wenigen überlieferten Glocken der Gießerei Rose aus Apolda (1729).  Bis zur Eingliederung der Gemeinde Gebstedt in die Stadt Bad Sulza am 31. Dezember 2012 war Neustedt ein Ortsteil der Gemeinde Gebstedt, bildet aber weiterhin mit Gebstedt einen gemeinsamen Ortsrat.